# Saint-Lambert-et-Mont-de-Jeux
Saint-Lambert-et-Mont-de-Jeux település Franciaországban, Ardennes megyében. Lakosainak száma 130 fő (2022. január 1.). Saint-Lambert-et-Mont-de-Jeux Attigny, Charbogne, Lametz, Rilly-sur-Aisne, Semuy és Suzanne községekkel határos.

## Népesség
A település népessége az elmúlt években az alábbi módon változott:
| Lakosok száma | 230  | 192  | 180  | 187  | 145  | 143  | 145  | 144  | 143  | 130  |
|               | 1968 | 1982 | 1990 | 2006 | 2013 | 2015 | 2017 | 2019 | 2020 | 2022 |